# Albinus (Toreut)
Albinus war ein antiker römischer Toreut (Metallbildner), wahrscheinlich in der zweiten Hälfte des 1. Jahrhunderts in Gallien tätig.
Albinus ist heute nur noch aufgrund eines Signaturstempels auf einer Bronzekasserolle bekannt. Diese wurde in Parutyne in der ukrainischen Oblast Mykolajiw gefunden. Heute befindet sich das Stück im Archäologischen Museum in Odessa.

## Einzelbelege
1. ↑  Inventarnummer A 43659; Richard Petrovszky: Studien zu römischen Bronzegefäßen mit Meisterstempeln. Leidorf, Buch am Erlbach 1993, S. 192, Nr. A.10.

| Personendaten    | Personendaten                              |
| ---------------- | ------------------------------------------ |
| NAME             | Albinus                                    |
| KURZBESCHREIBUNG | antiker römischer Toreut                   |
| GEBURTSDATUM     | 1. Jahrhundert v. Chr. oder 1. Jahrhundert |
| STERBEDATUM      | 1. Jahrhundert oder 2. Jahrhundert         |